# Гірусов Едуард Володимирович
Едуа́рд Володи́мирович Гірусов (рос. Эдуард Владимирович Гирусов; 26 липня 1932, Ленінград) — російський філософ. Знавець теорії буття, соціальної екології, проблем взаємодії суспільних і технічних наук. Дослідник соціосфери. Доктор філософських наук. Професор.

## Біографія
1955 року закінчив філософський факультет Московського університету, 1961 року — аспірантуру Інституту філософії Академії наук СРСР. Працював у Московському університеті асистентом, від 1970 року — доцентом, від 1980 року — професором. Від 1987 року — в АН СРСР (нині Російська академія наук).